# Milan Vukić
Milan Vukić (* 19. August 1942 in Sanski Most, Unabhängiger Staat Kroatien) ist ein bosnischer Schachspieler.

## Leben
Milan Vukić erwarb einen Abschluss als Jurist, bevorzugte jedoch eine Tätigkeit als Schachtrainer in seinem Wohnort Banja Luka. Er gewann die Jugoslawische Meisterschaft in den Jahren 1970, 1971 und 1974. Im Jahr 1975 wurde ihm von der FIDE der Großmeistertitel verliehen. 2005 gewann Vukić die bosnische Einzelmeisterschaft. Vukićs Elo-Zahl beträgt 2373 (Stand: Juni 2017), seine höchste Elo-Zahl von 2517 erreichte er im Januar 2007.

## Nationalmannschaft
Vukić nahm mit der jugoslawischen Mannschaft an den Mannschaftseuropameisterschaften 1970 und 1980 teil. Bei der Mannschafts-EM 2007 war er am vierten Brett der bosnischen Mannschaft gemeldet, die allerdings nicht zum Turnier antrat.

## Vereine
In der bosnischen Premijer Liga spielte Vukić 2002 für den ŠK Kiseljak, 2003 für den ŠK Napredak Prozor-Rama, 2004 bis 2007 für den ŠK Željezničar Sarajevo, mit dem er 2007 Meister wurde sowie 2004 und 2005 am European Club Cup teilnahm, 2008 für den KŠK Banja Luka, 2010 für den ŠK Čelik Zenica, 2011 für den ŠK Obudovac, 2012 für den ŠK Slavija Istočno Sarajevo sowie 2013 und 2014 für den ŠK Široki Brijeg, mit dem er 2014 Meister wurde.
In Jugoslawien spielte er für die Mannschaft von Agrouniverzal Zemun, mit der er von 1995 bis 1999 fünfmal in Folge am European Club Cup teilnahm und dabei 1999 den zweiten Platz erreichte, in der österreichischen Staatsliga A spielte er von 1989 bis 1992 für den SK Merkur Graz, mit dem er 1990, 1991 und 1992 österreichischer Mannschaftsmeister wurde und am European Club Cup 1992 teilnahm.

## Turniererfolge
- Banja Luka 1974: 1. Platz
- Banja Luka 1976: 2. Platz
- Bajmok 1975: 1. Platz
- Warna 1975: 1. Platz
- Vukovar 1976: 1. Platz
- Jugoslawische Meisterschaft Bjelovar 1979: 3. Platz
- Zemun 1980: 1. Platz
- Jugoslawische Meisterschaft Tivat 1994: 1.–3. Platz